# Robert Fulton (Ingenieur)

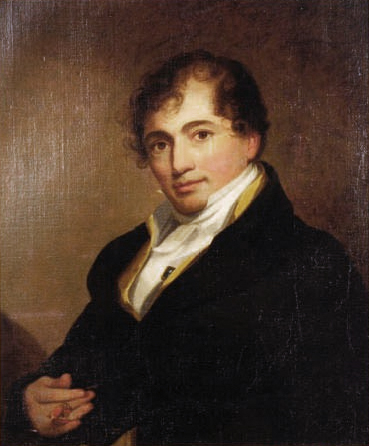
Robert Fulton (1765–1815)

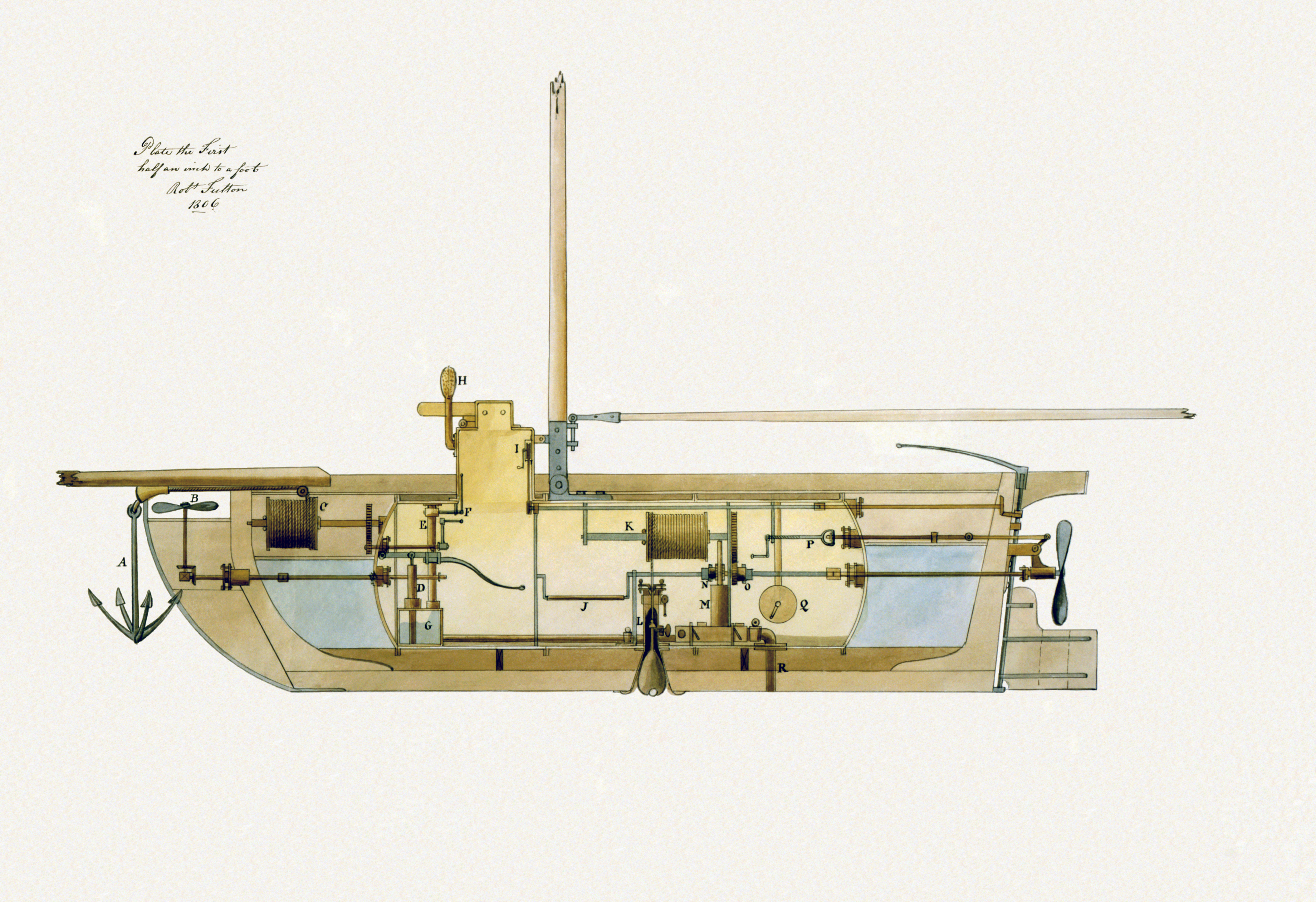
Plan für ein U-Boot, 1806

Robert Fulton (* 14. November 1765 in Little Britain, Lancaster County, Province of Pennsylvania; † 24. Februar 1815 in New York) war ein US-amerikanischer Ingenieur; er baute die ersten brauchbaren Dampfschiffe und das U-Boot Nautilus.

## Leben und Werk
Robert Fulton ist heute vor allem als Erfinder und Dampfschiffunternehmer bekannt. Ursprünglich war er jedoch Maler von Ölporträts und Miniaturen. Er verbrachte seine Jugend in Lancaster, Pennsylvania. Zwischen 1779 und 1782 absolvierte er eine Lehre beim britischen Juwelier Jeremiah Andrews in Philadelphia. In dessen Werkstatt malte er Porträts und fertigte Haararbeiten an. Im Verzeichnis von Philadelphia wurde Fulton 1785 als Miniaturmaler und Haarschmuckhersteller aufgeführt. Von Ende 1786 bis Anfang 1787 arbeitete er in Petersburg, Virginia, kehrte dann nach Philadelphia zurück und ging 1787 nach London, um Kunst zu studieren. In London war Benjamin West (1738–1820), ein ehemaliger Einwohner von Lancaster, sein Mentor. Nach einer Reise durch Frankreich wurde Fulton der Hausmaler des wohlhabenden und eitlen Viscount William Courtenay in dessen Schloss in Devonshire. Eine Zeit lang lebte er in Frankreich und England und führte eine Beziehung mit dem Amerikaner Joel Barlow, einem Dichter, Geschäftsmann und Diplomaten, und dessen Frau Ruth, die von manchen als Ménage à trois bezeichnet wurde.
Um 1792 begann Fulton, sich seiner wissenschaftlichen Karriere zu widmen, und avancierte bald zu einem bedeutenden und innovativen Ingenieur. 1806 kehrte er als wohlhabender Mann in die Vereinigten Staaten zurück und gründete in New York City in Zusammenarbeit mit Robert R. Livingston den ersten kommerziellen Dampfschiffdienst. 1808 heiratete Fulton Harriet Livingston, die Cousine von Robert R. Livingston und Erbin sowie Amateurmalerin, mit der er vier Kinder hatte. Fulton malte weiterhin Selbstporträts, Ölporträts und Miniaturen von Freunden. Als überzeugter Verfechter der pädagogischen Bedeutung der Bildenden Künste in einer wachsenden Nation verlieh er seine Kunstsammlung an die Pennsylvania Academy of the Fine Arts. Kurz vor seinem Tod wurde er Direktor der American Academy of the Fine Arts in New York City. Seine Witwe übergab die Leihgabe nach seinem Tod an diese Institution.
Die Nautilus, 1793–97 von Fulton entworfen, 1800 in Rouen gebaut und in Brest erprobt, besaß einen Handkurbelantrieb, der eine Schraube drehte, Ruder zur Seiten- und Tiefensteuerung sowie ein Druckluftsystem zur Versorgung der dreiköpfigen Besatzung mit Atemluft. Das Schiff erregte die Aufmerksamkeit Napoleons, galt aber schließlich für militärische Einsätze als zu langsam.
Sein Raddampfer Clermont, der am 7. Oktober 1807 erstmals die 240 km lange Strecke von New York nach Albany stromauf in etwa 32 Stunden bewältigte, war noch mit Segeln ausgestattet. Auf einer modifizierten Version der von James Watt entwickelten Dampfmaschine basierend, erreichte das Schiff eine Geschwindigkeit von 4,5 Knoten (8,3 km/h) und wurde danach im Liniendienst zwischen New York und Albany eingesetzt. Am 11. Februar 1809 ließ Robert Fulton einen modifizierten Entwurf des ersten, vom Franzosen  Claude François Jouffroy d’Abbans im Jahre 1783 gebauten Dampfschiffes patentieren.

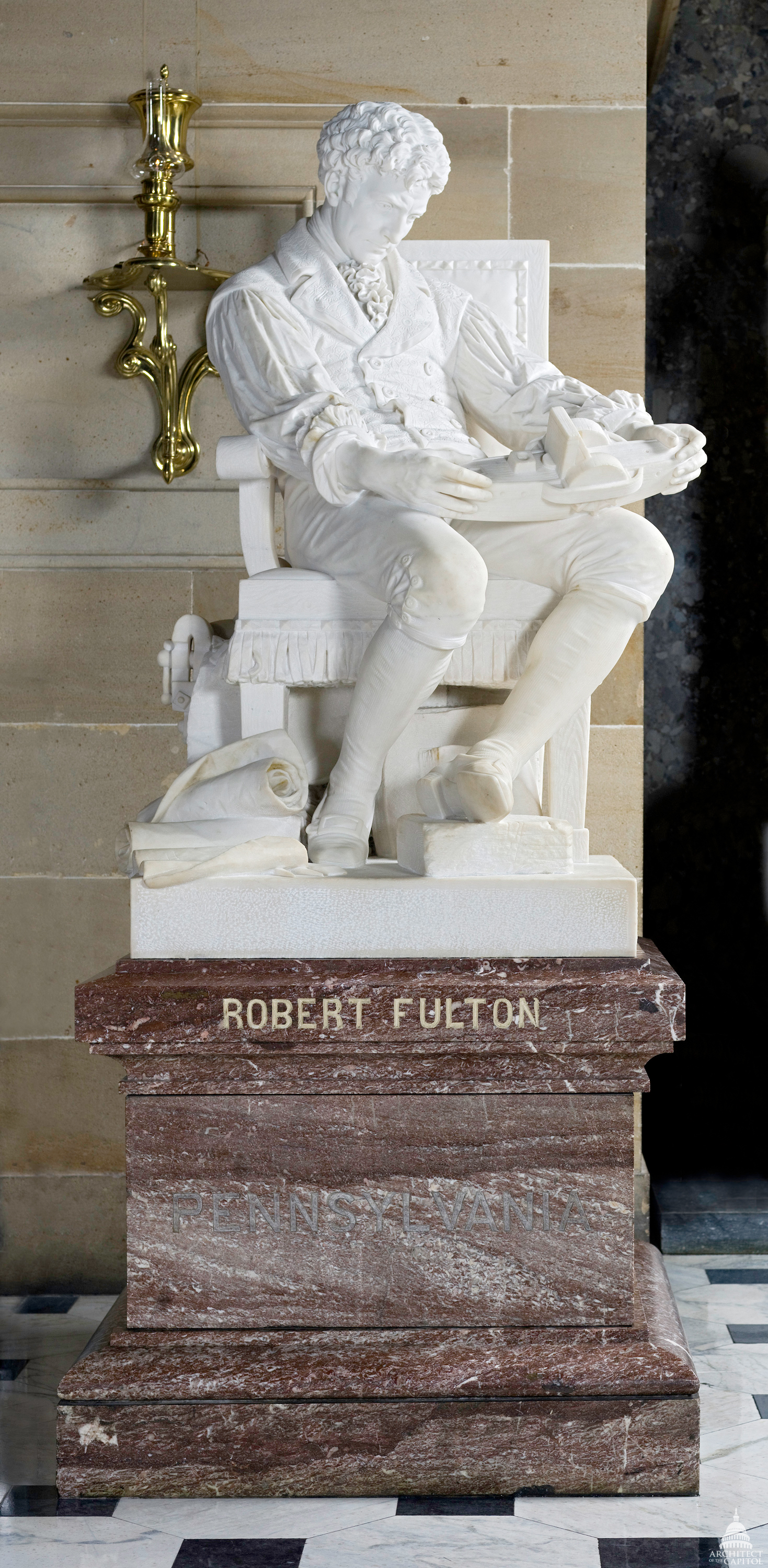
Howard Roberts: Robert Fulton (Marmor, 1878–83). National Statuary Hall Collection, U.S. Capitol, Washington, D.C.

1814 stellte Fulton mit der Demologos das erste dampfbetriebene Kriegsschiff vor. Er starb ein Jahr darauf in New York. Seine letzte Ruhestätte ist die Trinity Church in New York City.

## Ehrungen
- 1983 wurde in der National Statuary Hall Collection eine von Howard Roberts geschaffene Marmorstatue von Robert Fulton aufgestellt.
- Nach Fulton sind zahlreiche Countys und Städte in den Vereinigten Staaten benannt.

## Trivia
- Ein Nachkomme Fultons war der amerikanische Baseballspieler Cory Lidle, der am 11. Oktober 2006 bei einem Flugzeugunglück ums Leben kam.